# Kumanovo (kommun)
Kumanovo (makedonska: Куманово) är en kommun i Nordmakedonien. Den ligger i den centrala delen av landet, 30 kilometer öster om huvudstaden Skopje. Antalet invånare är 108 048.
Följande samhällen finns i Kumanovo:
- Kumanovo med Bedinje
- Romanovce